# Yakampot
Yakampot är en ort i Mexiko.   Den ligger i kommunen Chamula och delstaten Chiapas, i den sydöstra delen av landet, 700 km öster om huvudstaden Mexico City. Yakampot ligger 2 305 meter över havet och antalet invånare är 376.
Terrängen runt Yakampot är huvudsakligen kuperad, men västerut är den bergig. Runt Yakampot är det tätbefolkat, med 550 invånare per kvadratkilometer. Närmaste större samhälle är San Cristóbal de las Casas, 10,6 km sydost om Yakampot. I omgivningarna runt Yakampot växer huvudsakligen savannskog.